# 韓休
韓 休（かん きゅう、673年 - 740年）は、唐代の官僚・政治家。字は良士。本貫は京兆府長安県。

## 経歴
洛州司功参軍の韓大智の子として生まれた。若くして作詞の学問に通じた。はじめ制挙に応じ、桃林県丞に任じられた。さらに賢良に挙げられた。玄宗が皇太子であったとき、国政について策問して、韓休の対策は校書郎の趙冬曦と並んで乙第とされ、左補闕に抜擢された。ほどなく韓休は判主爵員外郎をつとめた。中書舎人・礼部侍郎を歴任し、知制誥を兼ね、虢州刺史として出向した。虢州の地は長安と洛陽の中間にあり、皇帝が長安か洛陽かにいるとき、いずれでも近州として、馬の飼料となる牧草を税として負担することになっていた。韓休は他の州と負担が均等になるよう求める上奏をおこない、中書令の張説と争った。1年あまりして、母が死去すると、韓休は職を去って喪に服した。喪が明けると、韓休は知制誥のまま工部侍郎に任じられ、尚書右丞に転じた。
開元21年（733年）、侍中の裴光庭が死去すると、韓休は蕭嵩の推挙を受けて、黄門侍郎・同中書門下平章事（宰相）に任じられた。まもなく万年県尉の李美玉が罪に問われると、玄宗は嶺南に流刑にしようとした。韓休は李美玉は地位の低い小悪党にすぎず、金吾大将軍の程伯献をまず出すべきだといって争った。玄宗は最初聞き入れなかったが、ついに折れてかれの上奏に従った。
この年の夏、韓休は銀青光禄大夫の位を加えられた。12月、工部尚書に転じ、知政事（宰相）を罷免された。開元24年（736年）、太子少師に転じ、宜陽県子に封じられた。開元28年（740年）5月乙未、死去した。享年は68。揚州大都督の位を追贈された。諡は文忠といった。宝応元年（762年）、重ねて太子太師の位を贈られた。

## 子女
- 韓浩（万年県主簿、贈吏部郎中）[7][8]
- 韓洽（殿中侍御史）[7][10]
- 韓洪（司庫員外郎、華州長史）[7][8]
- 韓澣（郊社丞）
- 韓汯（諫議大夫）[10]
- 韓滉
- 韓泂（京兆府録事参軍）
- 韓渾（大理寺司直、贈太常寺少卿）[7][8]
- 韓洄

## 伝記資料
- 『旧唐書』巻98 列伝第48
- 『新唐書』巻126 列伝第51
- 大唐故太子少師贈揚州大都督昌黎韓府君墓誌銘並序（韓休墓誌）